# Бычий глаз (минерал)
Бычий глаз — разновидность «глазковых кварцев», а именно, псевдоморфоза кварца и оксидов железа по амфиболу (крокидолиту). Представляет собой тигровый глаз, который подвергся природному или искусственному температурному воздействию. В результате такого воздействия лимонит, содержащийся в исходном камне, частично обезвоживается и переходят в гематит, который и придаёт камню бурые оттенки.

## Структура
Структура тонковолокнистая, неравномерная, полностью сохраняется от исходного минерала, сохраняется и «игра» камня.

## Происхождение
Происхождение гидротермальное. Вмещающие породы — субщелочные граниты, образуется совместно с кварцем.

## Месторождения
Встречается поблизости от месторождений тигрового глаза: в Индии, США (Калифорния), Средней Азии, Восточной Сибири, Южной Африке, Бирме, Австралии.